# Nigloland
Koordinaten: 48° 15′ 51″ N, 4° 37′ 1″ O
Nigloland ist ein Freizeitpark in der Gemeinde Dolancourt an der Aube in der Region Grand Est, Frankreich, der am 13. Juni 1987 von den beiden Schaustellern Patrick und Philippe Gélis eröffnet wurde.

## Achterbahnen
| Name                 | Typ                                 | Hersteller      | Eröffnungsjahr | Bemerkungen                                    | Weblinks |
| -------------------- | ----------------------------------- | --------------- | -------------- | ---------------------------------------------- | -------- |
| Alpina Blitz         | Stahlachterbahn ohne Inversionen    | Mack Rides      | 2014           |                                                |          |
| Descente en Schlitt' | Wilde Maus                          | Mack Rides      | 2007           | Fuhr bis 2019 unter dem Namen Schlitt'Express. |          |
| Gold Mine Train      | Powered Coaster, Familienachterbahn | Mack Rides      | 1992           |                                                |          |
| Krampus Expédition   | Wasserachterbahn                    | Mack Rides      | 2021           |                                                |          |
| Noisette Express     | Familienachterbahn                  | ART Engineering | 2020           |                                                |          |
| Spatiale Expérience  | Dunkelachterbahn                    | Mack Rides      | 1998           |                                                |          |
| Unbekannt            | Stahlachterbahn mit Inversionen     | Mack Rides      | 2027 (im Bau)  |                                                |          |

### Ehemalige Achterbahnen
| Name           | Typ                              | Hersteller  | Eröffnungsjahr | Schließungsjahr | Bemerkungen | Weblinks |
| -------------- | -------------------------------- | ----------- | -------------- | --------------- | --- | -------- |
| Bat Coaster    | Inverted Coaster                 | Pinfari     | 2002           | 2006            | Befand sich in den Jahren 2007 und 2008 als Bat Coaster in Antibes Land. |          |
| Bayern Express | Stahlachterbahn ohne Inversionen | Soquet      | 1988           | 1993            | Fährt seit 1994 als Lost City of Gold in Sunway Lagoon, Malaysia, ihre Runden. |          |
| Bobsleigh      | Stahlachterbahn ohne Inversionen | Schwarzkopf | 1995           | 2017            | Früherer Name der Bahn war Course De Bobsleigh. Ursprünglich 1973 hergestellt und fuhr zunächst auf verschiedenen Kirmessen in der Schweiz und den Niederlanden. Um 1975/76 wurde die Bahn als City Jet in Flevohof, dem heutigen Walibi Holland betrieben. Von 1981 bis 1983 befand die Bahn sich als Jumbo Jet Star in Drayton Manor. Seit 2018 fährt sie als Bobsleigh in Parc de la Vallée ihre Runden. |          |
| Chenille       | Big Apple, Familienachterbahn    | Pinfari     | 1997           | 2019            | Befindet sich seit 2020 als Chenille Vallée in Parc de la Vallée. |          |